# San Giovanni della Pigna (titre cardinalice)
La diaconie cardinalice de San Giovanni della Pigna (Saint Jean de Pigna) est érigée par Jean-Paul II le 25 mai 1985. Elle est rattachée à l'église San Giovanni située dans le rione Pigna.

## Titulaires
- Francis Arinze (1985 - 1996), titre pro hac vice (1996 - 2005)
- Raffaele Farina (2007 - 2018), titre pro hac vice (2018 - )